# Prémio MTV Movie de melhor beijo
| Ano  | Atores                                                                         | Nomeados/Filmes | Ref    |
| ---- | ------------------------------------------------------------------------------ | --- | ------ |
| 1992 | Anna Chlumsky & Macaulay Culkin – My Girl                                      | Anjelica Huston & Raúl Juliá - The Addams Family Annette Bening & Warren Beatty - Bugsy Juliette Lewis & Robert De Niro - Cape Fear Priscilla Presley & Leslie Nielsen - The Naked Gun 2½: The Smell of Fear                                                 | [ 1 ]  |
| 1993 | Christian Slater & Marisa Tomei – Untamed Heart                                | Pauline Brailsford & Tom Hanks - A League of Their Own Michelle Pfeiffer & Michael Keaton - Batman Returns Winona Ryder & Gary Oldman - Bram Stoker's Dracula Mel Gibson & Rene Russo - Lethal Weapon 3 Woody Harrelson & Rosie Perez - White Men Can't Jump | [ 2 ]  |
| 1994 | Demi Moore & Woody Harrelson – Indecent Proposal                               | Patricia Arquette & Christian Slater - True Romance Kim Basinger & Dana Carvey - Wayne's World 2 Jason James Richter & Willy - Free Willy Winona Ryder & Ethan Hawke - Reality Bites                                                                         | [ 3 ]  |
| 1995 | Jim Carrey & Lauren Holly – Dumb & Dumber                                      | Julie Delpy & Ethan Hawke - Before Sunrise Juliette Lewis & Woody Harrelson - Natural Born Killers Sandra Bullock & Keanu Reeves - Speed Jamie Lee Curtis & Arnold Schwarzenegger - True Lies                                                                |        |
| 1996 | Natasha Henstridge & Anthony Guidera – Species                                 | Antonio Banderas & Salma Hayek - Desperado Jim Carrey & Sophie Okonedo - Ace Ventura: When Nature Calls Winona Ryder & Dermot Mulroney - How to Make an American Quilt Aitana Sánchez-Gijón & Keanu Reeves - A Walk in the Clouds                            |        |
| 1997 | Will Smith & Vivica A. Fox – Independence Day                                  | Claire Danes & Leonardo DiCaprio - Romeo + Juliet Gina Gershon & Jennifer Tilly - Bound Kyra Sedgwick & John Travolta - Phenomenon Christine Taylor & Christopher Daniel Barnes - A Very Brady Sequel                                                        | [ 4 ]  |
| 1998 | Adam Sandler & Drew Barrymore – The Wedding Singer                             | Joey Lauren Adams & Carmen Llywelyn - Chasing Amy Matt Damon & Minnie Driver - Good Will Hunting Leonardo DiCaprio & Kate Winslet - Titanic Kevin Kline & Tom Selleck - In & Out                                                                             | [ 5 ]  |
| 1999 | Gwyneth Paltrow & Joseph Fiennes – Shakespeare in Love                         | George Clooney & Jennifer Lopez - Out of Sight Matt Dillon, Denise Richards & Neve Campbell - Wild Things Jeremy Irons & Dominique Swain - Lolita Ben Stiller & Cameron Diaz - There's Something About Mary                                                  | [ 6 ]  |
| 2000 | Sarah Michelle Gellar & Selma Blair – Cruel Intentions                         | Drew Barrymore & Michael Vartan - Never Been Kissed Katie Holmes & Barry Watson - Teaching Mrs. Tingle Hilary Swank & Chloë Sevigny - Boys Don't Cry | [ 7 ]  |
| 2001 | Julia Stiles & Sean Patrick Thomas – Save the Last Dance                       | Jon Abrahams & Anna Faris - Scary Movie Ben Affleck & Gwyneth Paltrow - Bounce Tom Hanks & Helen Hunt - Cast Away Anthony Hopkins & Julianne Moore - Hannibal                                                                                                | [ 8 ]  |
| 2002 | Jason Biggs & Seann William Scott – American Pie 2                             | Nicole Kidman & Ewan McGregor - Moulin Rouge! Mia Kirshner & Beverly Polcyn - Not Another Teen Movie Heath Ledger & Shannyn Sossamon - A Knight's Tale Renée Zellweger & Colin Firth - Bridget Jones's Diary                                                 | [ 9 ]  |
| 2003 | Tobey Maguire & Kirsten Dunst – Spider-Man                                     | Ben Affleck & Jennifer Garner - Daredevil Nick Cannon & Zoë Saldaña - Drumline Leonardo DiCaprio & Cameron Diaz - Gangs of New York Adam Sandler & Emily Watson - Punch-Drunk Love                                                                           | [ 10 ] |
| 2004 | Owen Wilson, Carmen Electra & Amy Smart – Starsky & Hutch                      | Charlize Theron & Christina Ricci - Monster Keanu Reeves & Monica Bellucci - The Matrix Reloaded Jim Carrey & Jennifer Aniston - Bruce Almighty Shawn Ashmore & Anna Paquin - X-Men 2                                                                        | [ 11 ] |
| 2005 | Ryan Gosling & Rachel McAdams – The Notebook                                   | Natalie Portman & Zach Braff - Garden State Gwyneth Paltrow & Jude Law - Sky Captain and the World of Tomorrow Jennifer Garner & Natassia Malthe - Elektra Elisha Cuthbert & Emile Hirsch - The Girl Next Door                                               | [ 12 ] |
| 2006 | Heath Ledger & Jake Gyllenhaal – Brokeback Mountain                            | Taraji P. Henson & Terrence Howard - Hustle & Flow Anna Faris & Chris Marquette - Just Friends Angelina Jolie & Brad Pitt - Sr. & Sra. Smith Rosario Dawson & Clive Owen - Sin City                                                                          | [ 13 ] |
| 2007 | Will Ferrell & Sacha Baron Cohen – Talladega Nights: The Ballad of Ricky Bobby | Cameron Diaz & Jude Law - The Holiday Columbus Short & Meagan Good - Stomp the Yard Mark Wahlberg & Elizabeth Banks - Invincible Marlon Wayans & Brittany Daniel - Little Man                                                                                | [ 14 ] |
| 2008 | Briana Evigan & Robert Hoffman – Step Up 2: The Streets                        | Amy Adams & Patrick Dempsey - Enchanted Shia LaBeouf & Sarah Roemer - Disturbia Elliot Page & Michael Cera - Juno Daniel Radcliffe & Katie Leung - Harry Potter and the Order of the Phoenix                                                                 | [ 15 ] |
| 2009 | Kristen Stewart & Robert Pattinson – Twilight                                  | Angelina Jolie & James McAvoy - Wanted Freida Pinto & Dev Patel - Slumdog Millionaire James Franco & Sean Penn - Milk Paul Rudd & Thomas Lennon - I Love You, Man Vanessa Hudgens & Zac Efron - High School Musical 3: Senior Year                           | [ 16 ] |
| 2010 | Kristen Stewart & Robert Pattinson – The Twilight Saga: New Moon               | Kristen Stewart & Dakota Fanning - The Runaways Sandra Bullock & Ryan Reynolds - The Proposal Taylor Swift & Taylor Lautner - Valentine's Day Zoë Saldaña & Sam Worthington - Avatar                                                                         | [ 17 ] |
| 2011 | Kristen Stewart & Robert Pattinson – The Twilight Saga: Eclipse                | Elliot Page & Joseph Gordon-Levitt - Inception Emma Watson & Daniel Radcliffe - Harry Potter and the Deathly Hallows – Part 1 Kristen Stewart & Taylor Lautner - The Twilight Saga: Eclipse Natalie Portman & Mila Kunis - Black Swan                        | [ 18 ] |
| 2012 | Kristen Stewart & Robert Pattinson – The Twilight Saga: Breaking Dawn – Part 1 | Ryan Gosling & Emma Stone – Crazy, Stupid, Love Emma Watson & Rupert Grint – Harry Potter and the Deathly Hallows – Part 2 Jennifer Lawrence & Josh Hutcherson – The Hunger Games Channing Tatum & Rachel McAdams – The Vow                                  | [ 19 ] |
| 2013 | Jennifer Lawrence & Bradley Cooper – Silver Linings Playbook                   | Mila Kunis & Mark Wahlberg – Ted Emma Watson & Logan Lerman – The Perks of Being a Wallflower Kerry Washington & Jamie Foxx – Django Unchained Kara Hayward & Jared Gilman – Moonrise Kingdom                                                                |        |
| 2014 | Emma Roberts, Jennifer Aniston & Will Poulter – We're the Millers              | Ashley Benson, James Franco & Vanessa Hudgens – Spring Breakers Jennifer Lawrence & Amy Adams – American Hustle Joseph Gordon-Levitt & Scarlett Johansson – Don Jon Shailene Woodley & Miles Teller – The Spectacular Now                                    |        |
| 2015 | Shailene Woodley & Ansel Elgort – The Fault in Our Stars                       | Emma Stone & Andrew Garfield - The Amazing Spider-Man 2 James Franco & Seth Rogen - The Interview Rose Byrne & Halston Sage - Neighbors Scarlett Johansson & Chris Evans - Captain America: The Winter Soldier                                               |        |
| 2016 | Rebel Wilson & Adam DeVine – Pitch Perfect 2                                   | Amy Schumer & Bill Hader - Trainwreck Dakota Johnson & Jamie Dornan - Fifty Shades of Grey Leslie Mann & Chris Hemsworth - Vacation Margot Robbie & Will Smith - Focus Morena Baccarin & Ryan Reynolds - Deadpool                                            |        |
| 2017 | Ashton Sanders & Jharrel Jerome – Moonlight                                    | Emma Stone & Ryan Gosling - La La Land Emma Watson & Dan Stevens - Beauty and the Beast Taraji P. Henson & Terrence Howard - Empire Zac Efron & Anna Kendrick - Mike and Dave Need Wedding Dates                                                             |        |
| 2018 | Gina Rodriguez & Justin Baldoni – Jane the Virgin                              | Nick Robinson & Keiynan Lonsdale - Love, Simon Olivia Cooke & Tye Sheridan - Ready Player One KJ Apa & Camila Mendes - Riverdale Finn Wolfhard & Millie Bobby Brown - Stranger Things                                                                        |        |
| 2019 | Lana Condor & Noah Centineo – To All the Boys I've Loved Before                | Jason Momoa & Amber Heard - Aquaman Ncuti Gatwa & Connor Swindells - Sex Education Charles Melton & Camila Mendes - Riverdale Tom Hardy & Michelle Williams - Venom                                                                                          | [ 20 ] |
| 2020 | Premiação cancelada em razão da pandemia de COVID-19                           | Premiação cancelada em razão da pandemia de COVID-19 | [ 21 ] |
| 2021 | Madelyn Cline & Chase Stokes – Outer Banks                                     | Jodie Comer & Sandra Oh - Killing Eve Lily Collins & Lucas Bravo - Emily in Paris Regé-Jean Page & Phoebe Dynevor - Bridgerton Maitreyi Ramakrishnan & Jaren Lewison - Never Have I Ever                                                                     | [ 22 ] |
| 2022 | Poopies e a cobra – Jackass Forever                                            | Lily Collins & Lucien Laviscount - Emily in Paris Zoë Kravitz & Robert Pattinson - The Batman Hunter Schafer & Dominic Fike - Euphoria Tom Holland & Zendaya - Spider-Man: No Way Home                                                                       | [ 23 ] |
| 2023 | Madison Bailey e Rudy Pankow – Outer Banks                                     | Anna Torv & Philip Prajoux - The Last of Us Harry Styles & David Dawson - My Policeman Riley Keough & Sam Claflin - Daisy Jones & The Six Selena Gomez & Cara Delevingne - Only Murders in the Building                                                      | [ 24 ] |